# 키자니아 서울
키자니아 서울(영어: KidZania Seoul)은 서울특별시 송파구 잠실 3동 롯데월드 내 1층에 위치한 어린이 직업 체험 전문 시설이다. 2010년 2월 27일에 개장하였다. 키자니아 서울의 운영은 MBC 플레이비가 담당하고 있다.

## 같이 보기
- 키자니아
- 키자니아 부산
- 키자니아 도쿄